# Forres

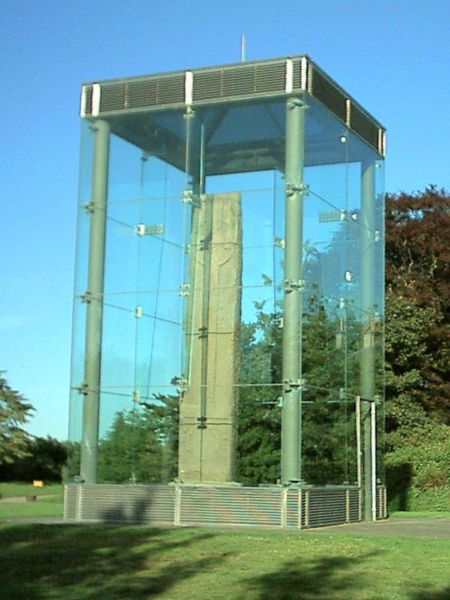
Sueno's Stone em Forres

Forres é uma cidade, antigo burgo real, situada no norte da Escócia, na costa de Moray, aproximadamente 50 quilómetros de Inverness. Forres tem ganho por diversas ocasiões o concurso das flores. Possui bastantes atracções, tanto a nível geográfico como histórico, com os seus monumentos e o rio Findhorn, o que proporciona agradáveis passeios pelos bosques da região.